# شونسوكي أوتا
شونسوكي أوتا (باليابانية: 大田 隼輔) (2 مايو 1994 في كاناغاوا في اليابان – )؛ هو لاعب كرة قدم سابق كان يلعب كمدافع.

## وصلات خارجية
- شونسوكي أوتا على موقع رابطة كرة القدم اليابانية للمحترفين (اليابانية)
- شونسوكي أوتا على موقع قاعدة بيانات كرة القدم.إي يو (الإنجليزية)
- شونسوكي أوتا على موقع Soccerway.com (الإنجليزية)
- شونسوكي أوتا على موقع عالم كرة القدم.نت (الإنجليزية)